# 布朗斯維爾 (伊利諾伊州懷特縣)
布朗斯維爾（英語：Brownsville）是位於美國伊利諾伊州懷特縣的一個非建制地區。該地的面積和人口皆未知。

## 地理
布朗斯維爾的座標為38°02′29″N 88°14′41″W / 38.04139°N 88.24472°W，而該地的平均海拔高度為126米（即413英尺）。